# Archidiocèse de Ferrare-Comacchio
L'archidiocèse de Ferrare-Comacchio (en latin : Archidioecesis Ferrariensis-Comaclensis ; en italien : Arcidiocesi di Ferrara-Comacchio) est un archidiocèse de l'Église catholique en Italie, suffragant de l'archidiocèse de Bologne et appartenant à la région ecclésiastique d'Émilie-Romagne.

## Territoire
Il est situé dans une partie de la province de Ferrare, le reste de cette province est dans les archidiocèses de Ravenne-Cervia et Bologne. Son territoire couvre 3 138 km2 divisé en 169 paroisses regroupées en 8 archidiaconés. Le siège archiépiscopal est à Ferrare avec la cathédrale Saint-Georges. Dans la même ville, l'église de Santa Maria in Vado, appelée aussi sanctuaire du Précieux Sang, est un lieu de pèlerinage envers le miracle eucharistique de Ferrare (it). Le monastère de Sant'Antonio in Polesine (it) conserve la dépouille de la bienheureuse Béatrice II d'Este et l'église san Girolamo (it) garde le corps du bienheureux Jean Tavelli (it). À Comacchio, se trouve la cocathédrale Saint Cassien.

## Histoire
L'archidiocèse actuel est le fruit de l'union des sièges de Ferrare et de Commachio à la suite du décret Instantibus votis de la congrégation pour les évêques du 30 septembre 1986.

### Archidiocèse de Ferrare
Le diocèse de Ferrare tire son origine de l'ancien diocèse de Voghenza (it). Le christianisme arrive probablement à Voghenza (actuellement frazione de Voghiera) par le biais de la ville voisine de Ravenne grâce aux nombreux échanges commerciaux. Bien qu'il y ait peu d'informations historiques, le premier évêque de Voghenza est certainement Oltrando vers 330, évêque ordonné par le pape Sylvestre Ier. La chronologie épiscopale donne ensuite Giulio (331) et Leone (364). L'évêque Costanzo, à qui saint Ambroise écrit sur la mort de l'évêque d'Imola.
Le diocèse est à l'origine suffragant de l'archidiocèse de Milan, puis entre dans la province ecclésiastique de l'archidiocèse de Ravenne dans la première moitié du Ve siècle Ainsi, en 442, c'est le métropolite de Ravenne, saint Pierre Chrysologue, qui consacre l'évêque Marcellinus. Leone II (611-620) est le premier évêque de Voghenza vénéré comme un saint et dont la translation des restes a lieu au XIXe siècle dans l'église de Santo Stefano de Ferrare où ils sont toujours conservés. Le dernier évêque de Voghenza est Maurelio (ou Maurilio) en 644. À ce stade, le diocèse est déplacé plus au nord, dans un pays plus sûr contre les incursions barbares et à cause des persécutions du schismatique Mauro, archevêque de Ravenne. Le siège est d'abord transféré à Ferrariola (Forum Alieni en latin), où une cathédrale dédiée à saint Georges est construite. Les évêques continuent de porter le titre de Voghenza pendant trois siècles, le premier document dans lequel un évêque prend le nom de Episcopus Ferrariensis date de 965. Dans le reste du Xe siècle, l'ancien et le nouveau titre alternent dans les titres.
Au début du XIIe siècle, lors de l'épiscopat de Landolfo, l'évêché est déplacé plus au nord, sur la rive opposée du Pô de Volano, où est construite la cathédrale actuelle, également dédiée à Saint Georges et consacrée en 1135. Au même moment, le diocèse est soustrait à la juridiction métropolitaine de l'archevêque de Ravenne, obtenant du pape Pascal II la bulle d'exemption du 8 avril 1106, confirmé par deux autres bulles du pape Innocent II, datées des 11 mai 1133 et 22 avril 1139. Les chroniques du 28 mars 1171 font état d'un miracle eucharistique ayant eu lieu dans l'église de Santa Maria in Vado à Ferrare. Selon la version la plus commune du miracle, du sang est sorti de l'hostie mais il existe également différentes versions, écrites à des époques ultérieures.
En 1269, Armanno Pungilupi meurt après une vie de mortification, vénéré par le peuple comme bienheureux. Il est enterré dans la cathédrale puis son corps est placé dans une arche en marbre et un autel est érigé. Son culte grandit et des rumeurs circulent parmi le peuple au sujet de prétendus miracles dus à son intercession. Cependant, le procès canonique institué par l'évêque Albert rejette non seulement le culte, mais aussi juge Pungilupi coupable d'hérésie, puisqu'il avait été condamné en 1254 par l'inquisition pour certaines erreurs concernant l'eucharistie. En 1300, le corps du Pungilupi est brûlé sur les rives du Pô, son arche est détruite et son autel démoli.
En 1438, le concile de Bâle est transféré à Ferrare, où il reste jusqu'à l'année suivante, avant de partir pour Florence. Le 22 juillet 1584, l'évêque Pietro Leoni fonde le séminaire qui déménage dans de nouveaux locaux en 1724, il est ensuite agrandi en 1755. Le 27 juillet 1735, Ferrare est élevée au rang d'archidiocèse par la bulle Paterna pontificii nobis du pape Clément XII.
En 1798, la république cisalpine, après avoir contraint l'archevêque à l'exil, impose de lourdes restrictions au culte. Elle supprime sept couvents de religieuses et force les religieuses d'un autre couvent à reprendre la vie civile. De nombreuses églises sont fermées et utilisées à des fins profanes ; toutes les confréries sont supprimées ; tous les événements publics du culte sont interdits, y compris les processions ; le chapitre de la cathédrale est supprimé ; les biens ecclésiastiques sont confisqués. En 1799, les Autrichiens battent les Français et l’archevêque peut retourner à Ferrare et mettre fin à toutes les restrictions prévues l’année précédentes. Cependant, en 1801, les Français reviennent et reprennent leur politique restrictive en matière de religion ce qui entraine une réduction du nombre de paroisses. L'Archevêque Alessandro Mattei est destitué pour activité antirépublicaine par le décret du 16 Ventôse an VI.
En 1803, en vertu du concordat entre Napoléon Ier et le pape Pie VII, l'archidiocèse de Ferrare est érigé en siège métropolitain et les diocèses d'Adria, de Comacchio, de Mantoue et de Vérone sont désignés suffragants. En 1815, le congrès de Vienne soustrait les suffragas au nord du Pô à Ferrare et le diocèse de Comacchio retourne dans la province ecclésiastique de Ravenne. Ferrare se retrouve donc sans diocèses suffragants ; dans les annuaires ppontificaux de la fin du siècle, il est signalé qu'il est immédiatement soumis au Saint-Siège.
Le 8 décembre 1976, avec le décret Ad maius Christifidelium de la congrégation pour les évêques, Ferrare perd sa dignité métropolitaine tout en conservant le titre d'archidiocèse et devient suffragant de l'archidiocèse de Bologne.

### Diocèse de Comacchio
Il est difficile de dater l'origine du diocèse de Comacchio, bien que les historiens attribuent unanimement la naissance du diocèse au VIe siècle. Le premier évêque historiquement documenté est Vincenzo ; une plaque, le décrivant comme primus episcopus civitatis Cumiacli, est découverte dans la cathédrale de la ville.
Le diocèse est depuis le début de son histoire suffragant de l'archidiocèse de Ravenne. Au cours de la période napoléonienne, il entre dans la province ecclésiastique nouvellement établie de Ferrare, mais en 1815, il redevint suffragant de Ravenne. En décembre 1976, il intègre la province ecclésiastique de Bologne. Le 18 mai 1965, par la bulle Pomposiana Abbatia du pape Paul VI, l'évêque intérimaire de Comacchio reçoit le titre d'abbé de Pomposa.

### Archidiocèse de Ferrare-Comacchio
Déjà le 29 décembre 1908, les deux sièges généraux sont unis, mais l'union dure jusqu'au 7 juillet 1920, date à laquelle ils sont séparés en vertu du décret Instantes supplicantes de la congrégation pour les évêques. Le 15 juillet 1976, Filippo Franceschi est nommé évêque de Ferrare et de Comacchio, unissant les deux sièges in persona episcopi.
Le 30 septembre 1986, en vertu du décret Instantibus votis de la congrégation pour les évêques, l'union plénière des deux diocèses est établie et le nouveau district ecclésiastique prend son nom actuel. Le titre d'abbé de Pomposa est transféré à l'archevêque du nouveau district.

## Sources
- (en) Catholic-Hierarchy

- (it) Cet article est partiellement ou en totalité issu de l’article de Wikipédia en italien intitulé « Arcidiocesi di Ferrara-Comacchio » (voir la liste des auteurs).